# Adolf-Scheidt-Platz
Der Adolf-Scheidt-Platz ist ein Stadtplatz mittig der Siedlungsstadt Neu-Tempelhof in Berlin-Tempelhof, in der Nähe des Tempelhofer Feldes und des U-Bahnhofs Paradestraße. Der Platz ist ein gelistetes Gartendenkmal. Die Namensgebung lässt sich auf den Politiker Adolf Scheidt zurückführen.

## Geschichte
Der Adolf-Scheidt-Platz wurde von 1924 bis 1931 von Fritz Bräuning als Architekt und von Rudolf Fischer als Gartenarchitekt angelegt, sodass er am 23. März 1925 den Namen Adolf-Scheidt-Platz bekam. Vor der Benennung am 23. März 1925 nach Adolf Scheidt hieß er Paradeplatz. Der Platz wurde in mehreren Bauabschnitten angelegt, wobei der Ostteil des Platzes 1924 fertiggestellt worden ist. 1931 wurde das Rundbeet im Ostteil des Platzes durch einen Storchenbrunnen von Ernst Seger ersetzt. 1934 wurde der Adolf-Scheidt-Platz wieder in Paradeplatz umbenannt und dann 1955, nach dem Tod des Politikers Adolf Scheidts im Jahre 1947, wieder in Adolf-Scheidt-Platz zurück benannt. Im Jahre 1964 wurden auf der östlichen Platzhälfte ein halbrunder Randweg und zahlreiche, auch abschirmende Anpflanzungen von Bäumen, Sträuchern und Koniferen in freier Anordnung dem Ensemble beigefügt.

## Beschreibung

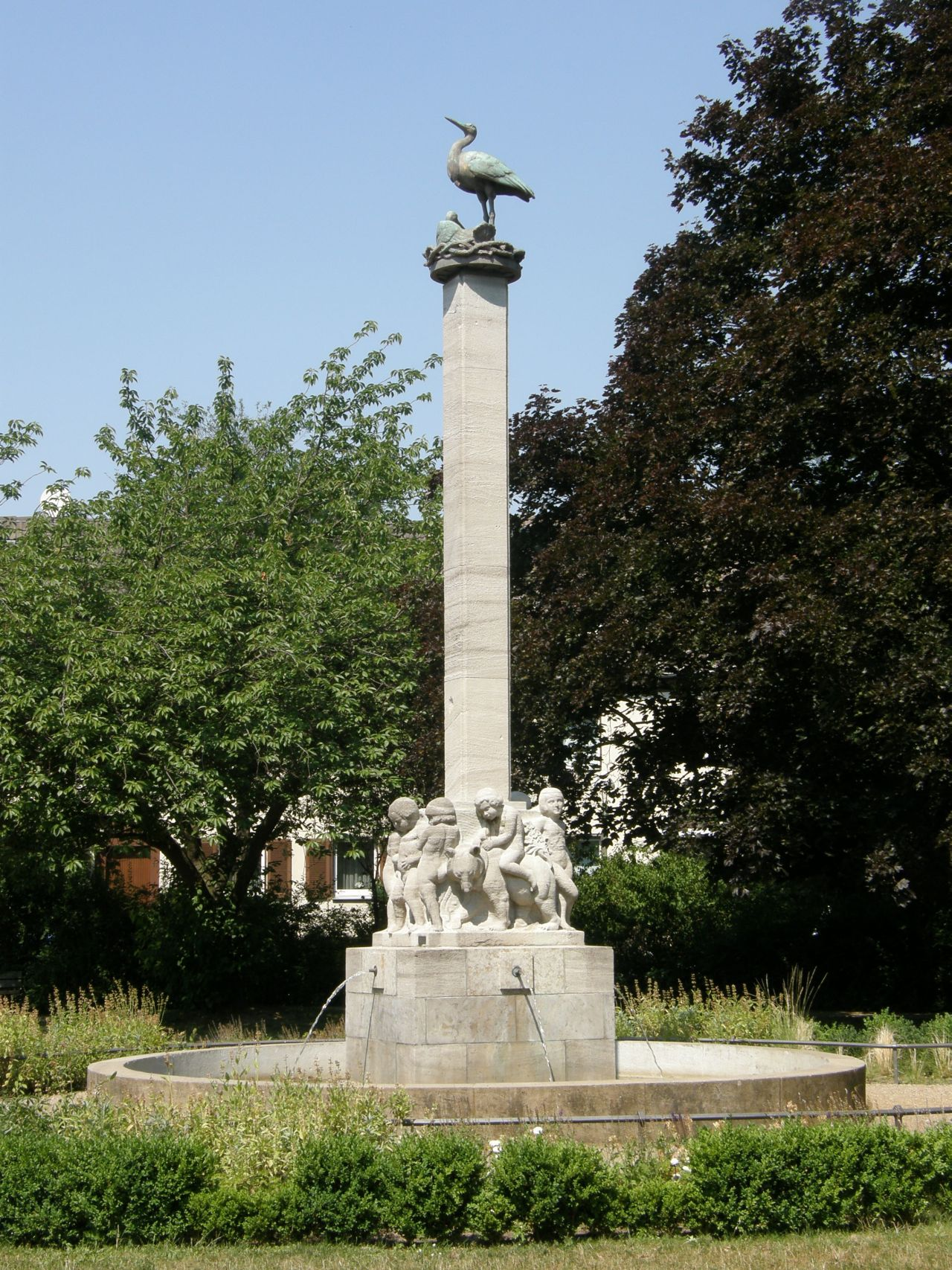
Storchenbrunnen aus Muschelkalkstein im östlichen Teil des Platzes

Der Adolf-Scheidt-Platz wird durch die querende Manfred-von-Richtenhofen-Straße in einen halbrunden Teil, östlich dieser Straße, und einen rechteckigen, westlich von ihr, geteilt. Den östlichen Teil akzentuieren halbrund gepflanzte Robinien und niedrige Hecken an den Vorgartenrändern. Mittig der Manfred-von-Richtenhofen-Straße befindet sich eine einreihige Parkreihe. An den Straßenrändern befinden sich zudem zwei Bushaltestellen. Mittig von der Parkreihe führt Richtung Osten ein Sandweg axial zu der Paradestraße zu dem Storchenbrunnen im östlichen Teil.
Der östliche Teil des Platzes wird durch den Storchenbrunnen, welcher aus Muschelkalkstein gefertigt ist, von Ernst Seger als ihre Mitte charakterisiert. Aus dem Brunnen erhebt sich mittig ein kubischer Sockel mit bronzenen Wasserspeiern. Auf diesem Sockel bilden vier Kindergruppen einen Reigen um einen Muschelkalkpfeiler mit krönendem bronzenen Storchenpaar in einem Nest. Den Kindergruppen am Sockel schließen sich eine Bärenfigur mit reitendem Kind und eine Kindergruppe vor einem Apfelbaum an. Die Brunnengestaltung äußert sich so in einer biedermeierliche Haltung, die den Siedlungsgedanken widerspiegelt.
Der zur Paradestraße axial verlaufende Weg mündet im westlichen Teil des Platzes in die Fritz-Bräuning-Promenade. Der Sandweg teilt auf dieser Seite zwei spiegelgleiche, von Weißdornhecken gefasste Rasenflächen mit je einem ovalen Rosenbeet im Zentrum. Sowohl auf der westlichen als auch auf der östlichen Seite des Platzes fungiert eine nachher ergänzte Akazienreihe als Rahmen zu der Wohnbebauung außerhalb der Platzes. Weiter in westlicher Richtung wiederholen sich Rosenpflanzungen auf den Rasenkompartimenten beiderseits der Fritz-Bräuning-Promenade zur Boelckestraße, wo sich die nach Hugo Gaudig benannte Hugo-Gaudig-Schule erstreckt.

## Gedenktafeln
Am Adolf-Scheidt-Platz sind Gedenktafeln für Lothar Erdmann, Fritz Bräuning und Gertrud Rothgiesser enthüllt worden:
| Datierung  | Bild | Inschrift | Anmerkungen |
| ---------- | ---- | --- | --- |
| 27.5.1989  |      | Hier wohnte von 1924 bis 1944 FRITZ BRÄUNING 20.1.1879 - 10.6.1951 Architekt, Stadtbaurat in Tempelhof Mitglied der Preußischen Akademie der Künste Gestalter der Siedlung auf dem Tempelhofer Feld Er entwarf den Lageplan und die Häuser sowie die Rundkirche | Die Gedenktafel befindet sich in der Manfred-von-Richthofen-Straße 77. Sie ist in einem Edelstahlrahmen unter der Hausnummer auf dem Putz befestigt.     |
| 12.10.1988 |      | Hier wohnte von 1925 bis 1939 LOTHAR ERDMANN 12.10.1888 - 18.9.1939 Gewerkschafter, Sozialdemokrat freier Schriftsteller Nach brutalen Mißhandlungen starb er im KZ Sachsenhausen                                                                               | Die Gedenktafel befindet sich am Adolf-Scheidt-Platz 3. Sie ist unter der Hausnummer auf dem Putz befestigt.                                             |
| 08.09.2023 |      | Hier lebte und arbeitete von 1926 bis 1933 die jüdische Kinderärztin und Physikerin GERTRUD ROTHGIESSER 21.3.1888 – 1944 Im Oktober 1944 wurde sie in das KZ Auschwitz deportiert und ermordet                                                                  | Die Gedenktafel befindet sich in der Paradestraße 35 Ecke Adolf-Scheidt-Platz 7 Sie ist in einem Edelstahlrahmen an der Hauswand auf dem Putz befestigt. |